# 国吉梨那
国吉 梨那（くによし りな・1980年5月30日 - ）は、ジールアソシエイツに所属する日本の女優。
大分県出身。血液型はO型。パンタン芸術学院卒業。

## 人物
- 趣味：映画鑑賞、読書、K-1観賞
- 特技：水泳、ハンドボール、バレーボール
- 好きな色：赤、黒、白

## 出演作品

### テレビドラマ
- 特捜戦隊デカレンジャー第17話（2004年・テレビ朝日）
- 月曜ゴールデン「離婚妻探偵」（2006年11月27日・TBS）
- 相棒Season7・第13話（2008年・テレビ朝日）

### 映画
- ロックンロールミシン（2002年）

### 舞台
- 偽伝、樋口一葉（2006年12月）

### CM
- NTTドコモ九州「183日間ぶっ通し〜かってにメル得編〜」（2003年）
- ウィング「キュッとアップブラ」（2004年）
- キリンビール「のどごし生」（2006年）